# Česká volejbalová extraliga žen 2011/2012
Česká volejbalová extraliga žen 2011/12. (Uniqa extraliga žen)
Základní část má 10 účastníků, každý s každým se utká dvakrát. Do play-off postoupilo 8 nejlepších týmů. 9. a 10. tým hrál s vítězem 1. ligy baráž.

## Tabulka po základní části
| Poř. | Tým                         | Záp. | Výh. | Por. | Sety    | Míče        | Body |
| ---- | --------------------------- | ---- | ---- | ---- | ------- | ----------- | ---- |
| 1.   | VK Modřanská Prostějov      | 18   | 18   | 0    | 54 : 4  | 1439 : 955  | 54   |
| 2.   | PVK Olymp Praha             | 18   | 16   | 2    | 48 : 15 | 1473 : 1209 | 46   |
| 3.   | Voleyball club Slavia Praha | 18   | 11   | 7    | 37 : 28 | 1430 : 1408 | 32   |
| 4.   | VK KP Brno                  | 18   | 10   | 8    | 36 : 30 | 1479 : 1337 | 30   |
| 5.   | SK UP Olomouc               | 18   | 9    | 9    | 38 : 32 | 1498 : 1487 | 29   |
| 6.   | PVK Přerov Precheza         | 18   | 9    | 9    | 32 : 31 | 1379 : 1365 | 29   |
| 7.   | TJ Sokol Frýdek-Místek      | 18   | 9    | 9    | 33 : 33 | 1438 : 1470 | 27   |
| 8.   | TJ Ostrava                  | 18   | 4    | 14   | 17 : 45 | 1199 : 1432 | 12   |
| 9.   | TJ Sokol Šternberk          | 18   | 4    | 14   | 20 : 47 | 1337 : 1582 | 11   |
| 10.  | VK SG Brno                  | 18   | 0    | 18   | 4 : 54  | 1005 : 1432 | 0    |

## Nadstavbová část
Ve skupinách hraje každý s každým dvakrát. Výsledky zápasů (výhry, prohry, ...) se sčítají s výsledky ze základní části.Výsledky určí 
pozice týmů pro play-off. 1. - 8. tým hraje play-off. 9 a 10 tým hraje baráž. V obou skupinách se boduje italským bodováním.

### Skupina o 1. - 5. místo
| Poř. | Tým                         | Záp. | Výh. | Por. | Sety    | Míče        | Body |
| ---- | --------------------------- | ---- | ---- | ---- | ------- | ----------- | ---- |
| 1.   | VK Modřanská Prostějov      | 26   | 26   | 0    | 78 : 5  | 2060 : 1404 | 78   |
| 2.   | PVK Olymp Praha             | 26   | 22   | 4    | 67 : 22 | 2087 : 1738 | 64   |
| 3.   | VK KP Brno                  | 26   | 14   | 12   | 48 : 45 | 2064 : 1920 | 41   |
| 4.   | Voleyball club Slavia Praha | 26   | 12   | 14   | 46 : 49 | 1995 : 2098 | 37   |
| 5.   | SK UP Olomouc               | 26   | 10   | 16   | 41 : 55 | 1985 : 2108 | 31   |

- 04.02. 17:00 Olymp - Olomouc  3:0 (14, 19, 17)
- 04.02. 17:00 Slavia - Královo Pole  2:3 (-20, 17, -15, 17, -7)
- 11.02. 17:00 Olomouc - Slavia  3:2 (16, 15, -23, -23, 15)
- 11.02. 17:00 Prostějov - Olymp  3:0 (18, 20, 23)
- 22.02. 17:00 Slavia - Prostějov  0:3 (-20, -16, -22)
- 16.02. 18:00 Královo Pole - Olomouc  3:0 (17, 18, 19)
- 18.02. 17:00 Prostějov - Královo Pole  3:0 (18, 12, 16)
- 18.02. 17:00 Olymp - Slavia  3:1 (-25, 17, 17, 18)
- 25.02. 19:00 Královo Pole - Olymp  0:3 (-20, -17, -18)
- 24.02. 17:00 Olomouc - Prostějov  0:3 (-21, -7, -13)
- 01.03. 17:00 Olomouc - Olymp  0:3 (-17, -19, -19)
- 07.03. 18:00 Královo Pole - Slavia  3:1 (15, 10, -21, 20)
- 03.03. 17:00 Slavia - Olomouc  3:0 (19, 19, 19)
- 05.03. 20:00 Olymp - Prostějov  1:3 (-20, -15, 20, -11)
- 10.03. 17:00 Prostějov - Slavia  3:0 (18, 15, 16)
- 10.03. 17:00 Olomouc - Královo Pole  0:3 (-18, -19, -22)
- 15.03. 18:00 Královo Pole - Prostějov  0:3 (-23, -24, -18)
- 15.03. 17:00 Slavia - Olymp  0:3 (-12, -18, -16)
- 17.03. 17:00 Olymp - Královo Pole  3:0 (29, 24, 21)
- 17.03. 17:00 Prostějov - Olomouc  3:0 (18, 22, 18)

### Skupina o 6. - 10. místo
6. - 8. tým hraje play-off,  9. a 10. tým hraje baráž.
| Poř. | Tým                    | Záp. | Výh. | Por. | Sety    | Míče        | Body |
| ---- | ---------------------- | ---- | ---- | ---- | ------- | ----------- | ---- |
| 6.   | PVK Přerov Precheza    | 26   | 15   | 11   | 52 : 41 | 2064 : 1979 | 47   |
| 7.   | TJ Sokol Frýdek-Místek | 26   | 15   | 11   | 53 : 40 | 2075 : 2014 | 46   |
| 8.   | TJ Sokol Šternberk     | 26   | 7    | 19   | 34 : 65 | 2011 : 2292 | 21   |
| 9.   | TJ Ostrava             | 26   | 7    | 19   | 27 : 63 | 1809 : 2066 | 20   |
| 10.  | VK SG Brno             | 26   | 2    | 24   | 13 : 74 | 1572 : 2103 | 5    |

- 04.02. 17:00 Frýdek-Místek - SG Brno  0:3 (-19, -20, -22)
- 04.02. 18:00 Ostrava - Šternberk  0:3 (-23, -23, -21)
- 11.02. 17:00 SG Brno - Ostrava  0:3 (-16, -18, -17)
- 11.02. 18:00 Přerov - Frýdek-Místek  0:3 (-15, -15, -21)
- 16.02. 17:00 Ostrava - Přerov  1:3 (-18, -16, 27, -23)
- 16.02. 18:00 Šternberk - SG Brno  2:3 (-21, -21, 22, 12, -10)
- 18.02. 18:00 Přerov - Šternberk  3:0 (23, 21, 15)
- 18.02. 17:00 Frýdek-Místek - Ostrava  3:0 (17, 14, 19)
- 25.02. 17:00 Šternberk - Frýdek-Místek  0:3 (-17, -17, -22)
- 24.02. 19:00 SG Brno - Přerov  1:3 (21, -19, -9, -20)
- 01.03. 17:00 SG Brno - Frýdek-Místek  0:3 (-22, -21, -18)
- 01.03. 18:00 Šternberk - Ostrava  2:3 (-26, -24, 25, 21, -3)
- 25.02. 16:00 Ostrava - SG Brno  3:1 (15, 17, -22, 19)
- 03.03. 17:00 Frýdek-Místek - Přerov  2:3 (-22, 23, 21, -21, -12)
- 10.03. 18:00 Přerov - Ostrava  3:0 (20, 19, 23)
- 10.03. 19:00 SG Brno - Šternberk  1:3 (-14, 15, -21, -21)
- 15.03. 18:00 Šternberk - Přerov  3:2 (23,-21, 16, -17, 13)
- 15.03. 17:00 Ostrava - Frýdek-Místek  0:3 (-15, -23, -20)
- 17.03. 17:00 Frýdek-Místek - Šternberk  3:1 (20, 22, -21, 17)
- 16.03. 18:00 Přerov - SG Brno  3:0 (19, 12, 20)

## Vyřazovací boje
|  | Čtvrtfinále                 | Čtvrtfinále     |                        |   | Semifinále | Semifinále |  |  | Finále | Finále |
|  |                             |                 |                        |   |            |            |  |  |        |        |
|  |                             |                 |                        |   |            |            |  |  |        |        |
|  | VK Modřanská Prostějov      | 3               |                        |   |            |            |  |  |        |        |
|  | VK Modřanská Prostějov      | 3               |                        |   |            |            |  |  |        |        |
|  | TJ Sokol Šternberk          | 0               |                        |   |            |            |  |  |        |        |
|  | TJ Sokol Šternberk          | 0               | VK Modřanská Prostějov | 3 |            |            |  |  |        |        |
|  |                             |                 | VK Modřanská Prostějov | 3 |            |            |  |  |        |        |
|  |                             | SK UP Olomouc   | 0                      |   |            |            |  |  |        |        |
|  | Voleyball club Slavia Praha | SK UP Olomouc   | 0                      | 1 |            |            |  |  |        |        |
|  | Voleyball club Slavia Praha |                 |                        | 1 |            |            |  |  |        |        |
|  | SK UP Olomouc               | 3               |                        |   |            |            |  |  |        |        |
|  | SK UP Olomouc               | 3               | VK Modřanská Prostějov | 3 |            |            |  |  |        |        |
|  |                             |                 | VK Modřanská Prostějov | 3 |            |            |  |  |        |        |
|  |                             | PVK Olymp Praha | 0                      |   |            |            |  |  |        |        |
|  | PVK Olymp Praha             | PVK Olymp Praha | 0                      | 3 |            |            |  |  |        |        |
|  | PVK Olymp Praha             |                 |                        | 3 |            |            |  |  |        |        |
|  | TJ Sokol Frýdek-Místek      | 0               |                        |   |            |            |  |  |        |        |
|  | TJ Sokol Frýdek-Místek      | 0               | PVK Olymp Praha        | 3 |            |            |  |  |        |        |
|  |                             |                 | PVK Olymp Praha        | 3 |            |            |  |  |        |        |
|  |                             | VK KP Brno      | 0                      |   |            |            |  |  |        |        |
|  | VK KP Brno                  | VK KP Brno      | 0                      | 3 |            |            |  |  |        |        |
|  | VK KP Brno                  |                 |                        | 3 |            |            |  |  |        |        |
|  | PVK Přerov Precheza         | 1               |                        |   |            |            |  |  |        |        |
|  | PVK Přerov Precheza         | 1               |                        |   |            |            |  |  |        |        |

### Čtvrtfinále
(na tři vítězství) 
VK Modřanská Prostějov 3 : 0  TJ Sokol Šternberk
- 24.03. 17:00 Prostějov - Šternberk  3:0 (9, 12, 14)
- 25.03. 17:00 Prostějov - Šternberk  3:0 (23, 18, 14)
- 27.03. 18:00 Šternberk - Prostějov  0:3 (-11, -21, -10)

PVK Olymp Praha  3 : 0   TJ Sokol Frýdek-Místek 
- 24.03. 17:00 Olymp - Frýdek-Místek  3:0 (13, 17, 11)
- 25.03. 16:00 Olymp - Frýdek-Místek  3:0 (21, 24, 20)
- 28.03. 17:00 Frýdek-Místek - Olymp  1:3 (-24, -18, 20, -23)

VK KP Brno 3 : 1  PVK Přerov Precheza
- 24.03. 18:00 Královo Pole - Přerov  3:1 (10, -17, 12, 18)
- 25.03. 17:00 Královo Pole - Přerov  3:1 (23, -23, 11, 19)
- 28.03. 18:00 Přerov - Královo Pole  3:1 (19, -23, 17, 23)
- 29.03. 18:00 Přerov - Královo Pole  2:3 (-19, 23, -12, 21, -10)

Voleyball club Slavia Praha 1 : 3  SK UP Olomouc
- 24.03. 18:00 Slavia - Olomouc  3:1 (21, -23, 19, 11)
- 25.03. 17:00 Slavia - Olomouc  0:3 (-18, -21, -17)
- 28.03. 17:00 Olomouc - Slavia  3:0 (27, 15, 19)
- 29.03. 17:00 Olomouc - Slavia  3:0 (19, 22, 21)

### Semifinále
(na tři vítězství) 
VK Modřanská Prostějov 3 : 0 SK UP Olomouc
- 05.04. 17:00 Prostějov - Olomouc  3:0 (15, 13, 10)
- 06.04. 17:00 Prostějov - Olomouc  3:1 (14, 8, -23, 14)
- 12.04. 17:00 Olomouc - Prostějov  0:3 (-8, -14, -19)

PVK Olymp Praha  3 : 0 VK KP Brno
- 06.04. 17:00 Olymp - Královo Pole  3:1 (-16, 19, 16, 21)
- 07.04. 17:00 Olymp - Královo Pole  3:1 (-16, 22, 19, 20)
- 15.04. 18:00 Královo Pole - Olymp  0:3 (-20, -19, -19)

### O 3. místo
(na dvě vítězství) 
VK KP Brno 1 : 2 SK UP Olomouc
- 21.04. 18:00 Královo Pole - Olomouc  3:0 (13, 11, 11)
- 25.04. 17:00 Olomouc - Královo Pole  3:0 (17, 17, 23)
- 28.04. 18:00 Královo Pole - Olomouc  1:3 (18, -18, -23, -23)

### Finále
(na tři vítězství) 
VK Modřanská Prostějov 3 : 0 PVK Olymp Praha 
- 20.04. 15:00 Prostějov - Olymp  3:0 (17, 24, 20)
- 21.04. 18:00 Olymp - Prostějov  1:3 (-20, 23, -24, -23)
- 23.04. 17:00 Prostějov - Olymp  3:0 (12, 23, 13)

## O umístění
hrají týmy vyřazené ve čtvrtfinále

### 1 kolo
Voleyball club Slavia Praha 2  : 1  TJ Sokol Šternberk
- 07.04. 19:00 Slavia - Šternberk  3:0 (13, 16, 31)
- 14.04. 19:00 Šternberk - Slavia  3:0 (14, 21, 23)
- 18.04. 18:30 Slavia - Šternberk  3:1 (-20, 17, 21, 17)

PVK Přerov Precheza 0 : 2 TJ Sokol Frýdek-Místek 
- 07.04. 18:00 Přerov - Frýdek-Místek  2:3 (-24, -18, 21, 14, -11)
- 14.04. 17:00 Frýdek-Místek - Přerov  3:2 (22, -26, -16, 23, 11)

### O 5 místo
hrají vítězové z prvního kola 

Voleyball club Slavia Praha 0 : 2 TJ Sokol Frýdek-Místek 
- 21.04. 17:00 Slavia - Frýdek-Místek  2:3 (-13, -17, 20, 15, -7)
- 28.04. 17:00 Frýdek-Místek - Slavia  3:0 (19, 11, 17)

### O 7 místo
hrají poražení z prvního kola 

PVK Přerov Precheza 2 : 0  TJ Sokol Šternberk
- 21.04. 18:00 Přerov - Šternberk  3:0 (17, 20, 2)
- 28.04. 19:00 Šternberk - Přerov  1:3 (-22, 18, -18, -13)

## Konečná tabulka
Konečná tabulka po vyřazovacích bojích
| Pořadí | Tým                         |
| ------ | --------------------------- |
| 1.     | VK Modřanská Prostějov      |
| 2.     | PVK Olymp Praha             |
| 3.     | SK UP Olomouc               |
| 4.     | VK KP Brno                  |
| 5.     | TJ Sokol Frýdek-Místek      |
| 6.     | Voleyball club Slavia Praha |
| 7.     | PVK Přerov Precheza         |
| 8.     | TJ Sokol Šternberk          |

## Boj o udržení
hraje 9 a 10 tým s vítězem 1 ligy. Poslední tým hraje příští sezónu 1. ligu.
| Poř.    | Tým                  | Záp. | Výh. | Por. | Sety   | Míče      | Body |
| ------- | -------------------- | ---- | ---- | ---- | ------ | --------- | ---- |
| 1. (9)  | TJ Ostrava           | 4    | 4    | 0    | 12 : 4 | 374 : 329 | 12   |
| 2. (10) | VK SG Brno           | 4    | 1    | 3    | 6 : 9  | 332 : 352 | 3    |
| 3.      | TJ Tatran Střešovice | 4    | 1    | 3    | 5 : 10 | 328 : 353 | 3    |

- 31.03. 17:00 Střešovice - Ostrava  1:3 (-18, -15, 16, -18)
- 01.04. 18:00 Střešovice - SG Brno  0:3 (-25, -21, -22)
- 07.04. 17:00 SG Brno - Ostrava  1:3 (-16, 18, -22, -15)
- 08.04. 17:00 SG Brno - Střešovice  1:3 (-25, 19, -19, -21)
- 14.04. 17:00 Ostrava - Střešovice  3:1 (-17, 23, 14, 26)
- 15.04. 17:00 Ostrava - SG Brno  3:1 (-20, 18, 22, 22)